# Episodi di The Catch (seconda stagione)
La seconda e ultima stagione della serie televisiva The Catch è stata trasmessa negli Stati Uniti per la prima volta dall'emittente ABC dal 9 marzo all'11 maggio 2017.
In Italia, la stagione è andata in onda in prima visione satellitare su Fox Life, canale a pagamento della piattaforma Sky, dal 24 aprile al 19 giugno 2017.
| n° | Titolo originale   | Titolo italiano        | Prima TV USA   | Prima TV Italia |
| -- | ------------------ | ---------------------- | -------------- | --------------- |
| 1  | The New Deal       | Il nuovo accordo       | 9 marzo 2017   | 24 aprile 2017  |
| 2  | The Hammer         | Il martello            | 16 marzo 2017  | 1º maggio 2017  |
| 3  | The Dining Hall    | Il Dining Hall         | 23 marzo 2017  | 1º maggio 2017  |
| 4  | The Family Way     | Tutto in famiglia      | 30 marzo 2017  | 8 maggio 2017   |
| 5  | The Bad Girl       | Bad girl               | 6 aprile 2017  | 15 maggio 2017  |
| 6  | The Hard Drive     | L'hard drive           | 13 aprile 2017 | 22 maggio 2017  |
| 7  | The Birthday Party | La festa di compleanno | 20 aprile 2017 | 29 maggio 2017  |
| 8  | The Knock-Off      | L'imitazione           | 27 aprile 2017 | 5 giugno 2017   |
| 9  | The Cleaner        | Il pulitore            | 4 maggio 2017  | 12 giugno 2017  |
| 10 | The Mockingbird    | Mockingbird            | 11 maggio 2017 | 19 giugno 2017  |